# Kray (cântec)
Kray (română ținut) este un cântec ucrainean înregistrat inițial de către Sofia Rotaru în anul 1981. Versurile piesei descriu ținutul situat între râurile Ceremuș și Prut.